# Дотична

Дотична (червона) до кривої

У геометрії, доти́чна пряма́ (або просто доти́чна) до кривої в точці — пряма, яка проходить через точку кривої і збігається з нею в цій точці з точністю до першого порядку.
Кажучи загальними словами, дотична пряма — це пряма, що найкраще наближає криву в околі заданої точки. Можна дотичну пряму визначити, як граничне положення січної.

## Історія
Евклід робив кілька посилань на дотичну (ἐφαπτομένη ephaptoménē) до кола в третій книзі «Начал» (бл. 300 р. до н. е.). У своєму творі «Конічні перетини» (бл. 225 р. до н. е.), Аполлоній визначає дотичну як таку пряму, що між нею і кривою не може лежати жодна інша пряма.
Архімед (бл. 287—212 до н. е.) знайшов дотичну до архімедової спіралі, розглядаючи шлях точки, що рухається по кривій.
У 1630-х роках П'єр Ферма розробив техніку для знаходження дотичних та розв'язування інших задач з диференціального та інтегрального числення й використав її для обчислення дотичних до параболи. Ця техніка подібна до того, як взяти різницю між f(x+h) і f(x) та поділити її на h. Незалежно від нього, Рене Декарт використовував свій метод нормалей, заснований на спостереженні, що радіус кола завжди перпендикулярний до дотичної кола в точці, до якої він проведений.
Ці методи призвели до розвитку диференціального числення в XVII столітті. Багато людей зробили свій внесок. Жиль де Роберваль знайшов загальний метод побудови дотичних, розглядаючи криву як таку, що описується рухомою точкою, рух якої є результатом кількох простіших рухів. Рене-Франсуа де Слуз та Йоганнес Гудде знайшли алгебраїчні алгоритми для пошуку дотичних. Подальші розробки включали роботи Джона Валліса та Ісаака Барроу, які використовувалися для створення теорії Ісаака Ньютона та Ґотфріда Ляйбніца.
У 1828 році дотична визначалася як «пряма лінія, яка дотикається до кривої, але при цьому не перетинає її». Це старе визначення не дозволяє точкам перегину мати дотичну. Від нього відмовилися, і сучасні визначення еквівалентні означенню Лейбніца, який визначив дотичну як пряму, що проходить через пару нескінченно близьких точок кривої; в сучасній термінології це виражається так: дотичною до кривої в точці P називається граничне положення січної, коли дві точки, в яких вона перетинає дану криву, прямують до точки P.

## Дотична до кривої на площині

В кожній точці, пряма дотикається до кривої. Її кутовий коефіцієнт дорівнює похідній; області, де похідна додатна, від'ємна, а також рівна нулю позначені зеленим, червоним і чорним кольорами відповідно.

Якщо крива є графіком неперервно диференційовної функції f, тобто її можна задати рівнянням {\displaystyle y=f(x),} то рівняння її дотичної в точці {\displaystyle P(x_{0},y_{0})} має наступний вигляд:
{\displaystyle y=f^{\prime }(x_{0})(x-x_{0})+f(x_{0}),}
де {\displaystyle f^{\prime }(x_{0})} — значення похідної функції f у точці x0. Причому {\displaystyle f^{\prime }(x_{0})} є кутовим коефіцієнтом даної дотичної.
Нехай крива задана неявно, а саме через рівняння {\displaystyle F(x,y)=0,} причому в точці {\displaystyle P(x_{0},y_{0})} функція F має неперервні частинні похідні {\displaystyle F_{x}} й {\displaystyle F_{y}}, значення яких в цій точці одночасно не дорівнюють нулю. Тоді рівняння її дотичної в точці P буде таким:
{\displaystyle F_{x}(x_{0},y_{0})(x-x_{0})+F_{y}(x_{0},y_{0})(y-y_{0})=0.}
Якщо крива має регулярну параметризацію, тобто її можна задати вектор-функцією {\displaystyle r(t)=(x(t),y(t)),} де x та y — неперервно диференційовні функції, і причому одночасно не дорівнюють нулю, то дотична в точці P, яка відповідає значенню параметра t = t0, має наступне векторно-параметричне рівняння:
{\displaystyle R(t)=r(t_{0})+r^{\prime }(t_{0})\cdot t,}
де {\displaystyle r^{\prime }(t_{0})=(x^{\prime }(t_{0}),y^{\prime }(t_{0}))} — дотичний вектор кривої (напрямний вектор дотичної).

### Дотичні до кривих другого порядку
| Крива     | Рівняння кривої                                                 | Рівняння дотичної в точці P(x0, y0)                               |
| --------- | --------------------------------------------------------------- | ----------------------------------------------------------------- |
| Коло      | {\displaystyle (x-a)^{2}+(y-b)^{2}=R^{2}}                       | {\displaystyle (x_{0}-a)(x-x_{0})+(y_{0}-b)(y-y_{0})=0}           |
| Парабола  | {\displaystyle y^{2}=2px}                                       | {\displaystyle y_{0}y=p(x+x_{0})}                                 |
| Еліпс     | {\displaystyle {\frac {x^{2}}{a^{2}}}+{\frac {y^{2}}{b^{2}}}=1} | {\displaystyle {\frac {x_{0}x}{a^{2}}}+{\frac {y_{0}y}{b^{2}}}=1} |
| Гіпербола | {\displaystyle {\frac {x^{2}}{a^{2}}}-{\frac {y^{2}}{b^{2}}}=1} | {\displaystyle {\frac {x_{0}x}{a^{2}}}-{\frac {y_{0}y}{b^{2}}}=1} |

## Дотична до кривої у просторі
Якщо крива у просторі має регулярну параметризацію, то її аналогічно до кривої на площині можна задати вектор-функцією {\displaystyle r(t)=(x(t),y(t),z(t)),} де x, y та z — неперервно диференційовні функції, які одночасно не дорівнюють нулю. Тоді дотична до цієї кривої в точці P, яка відповідає значенню параметра t = t0, має векторно-параметричне рівняння {\displaystyle R(t)=r(t_{0})+r^{\prime }(t_{0})\cdot t,} де {\displaystyle r^{\prime }(t_{0})=(x^{\prime }(t_{0}),y^{\prime }(t_{0}),z^{\prime }(t_{0}))} — дотичний вектор кривої. Також ця дотична має таке канонічне рівняння:
{\displaystyle {\frac {x-x(t_{0})}{x^{\prime }(t_{0})}}={\frac {y-y(t_{0})}{y^{\prime }(t_{0})}}={\frac {z-z(t_{0})}{z^{\prime }(t_{0})}}.}
Нехай крива задана неявно, тобто через систему рівнянь
{\displaystyle {\begin{cases}F(x,y,z)=0\\\Phi (x,y,z)=0\end{cases}},}
де {\displaystyle F} та {\displaystyle \Phi } — неперервно диференційовні функції, для яких {\displaystyle [\nabla F,\nabla \Phi ]\neq 0,} де квадратні дужки позначають векторний добуток, а {\displaystyle \nabla F=(F_{x},F_{y},F_{z})} — градієнт функції F. Тоді дотична в точці {\displaystyle P(x_{0},y_{0},z_{0})} задається наступною системою рівнянь:
{\displaystyle {\begin{cases}F_{x}(x_{0},y_{0},z_{0})(x-x_{0})+F_{y}(x_{0},y_{0},z_{0})(y-y_{0})+F_{z}(x_{0},y_{0},z_{0})(z-z_{0})=0\\\Phi _{x}(x_{0},y_{0},z_{0})(x-x_{0})+\Phi _{y}(x_{0},y_{0},z_{0})(y-y_{0})+\Phi _{z}(x_{0},y_{0},z_{0})(z-z_{0})=0\end{cases}}.}
Причому {\displaystyle T=[\nabla F,\nabla \Phi ](x_{0},y_{0},z_{0})} є напрямним вектором цієї дотичної. Звідси її канонічне рівняння має такий вигляд:
{\displaystyle {\frac {x-x_{0}}{w_{1}}}={\frac {y-y_{0}}{w_{2}}}={\frac {z-z_{0}}{w_{3}}},}
де w1, w2 та w3 — координати вектора T.

## Дотична площина до поверхні

Дотична площина до сфери

Дотичною площиною до поверхні в точці {\displaystyle P(x_{0},y_{0},z_{0})}, де поверхню можна задати таким рівнянням {\displaystyle F(x,y,z)=0,} що F — неперервно диференційована функція, причому {\displaystyle \nabla F\neq 0} в точці P, називається площина, яка утворена дотичними прямими до кривих, що лежать на поверхні та проходять через точку P.
Рівняння цієї площини має наступний вигляд:
{\displaystyle F_{x}(x_{0},y_{0},z_{0})(x-x_{0})+F_{y}(x_{0},y_{0},z_{0})(y-y_{0})+F_{z}(x_{0},y_{0},z_{0})(z-z_{0})=0.}
Причому {\displaystyle \nabla F} в точці P є напрямним вектором нормалі до дотичної площини.

## Дотичний простір до гладкого многовиду
Поняття дотичної можна узагальнити на довільний гладкий многовид. Дотичним простором до гладкого многовиду в деякій точці називається множина усіх дотичних векторів в цій точці. Причому ця множина утворює лінійний простір, розмірність якого дорівнює розмірності гладкого многовиду.